# Светлый (Каменский район)
Све́тлый — хутор в Каменском районе Ростовской области.
Входит в состав Волченского сельского поселения. 

## Население
| 2010 |
| ---- |
| 361  |

## Улицы
- ул. Восточная,
- ул. Лиховская,
- ул. Степная,
- ул. Цветочная,
- ул. Центральная.